# Pseudomyrmex extinctus
Pseudomyrmex extinctus es una especie de hormiga del género Pseudomyrmex, subfamilia Pseudomyrmecinae.

## Historia
Esta especie fue descrita científicamente por Carpenter en 1930.